# PGC 4452
LEDA/PGC 4452 ist eine Elliptische Galaxie mit aktivem Galaxienkern vom Hubble-Typ E  im Sternbild Sculptor am Südsternhimmel. Sie ist schätzungsweise 250 Millionen Lichtjahre von der Milchstraße entfernt.
Im selben Himmelsareal befinden sich u. a. die Galaxien NGC 439 und NGC 441.